# Mogoșoaia
Mogoșoaia là một xã thuộc hạt Ilfov, România. Dân số thời điểm năm 2002 là 5247 người.